# Sant'Angelo a Scala
Sant'Angelo a Scala er en by i Campania, Italien med 703 (2023) indbyggere.